# Tim Tebow
Timothy Richard "Tim" Tebow (Makati, Filipinas; 14 de agosto de 1987) es un jugador profesional de fútbol americano. Juega en la posición de tight end y actualmente es agente libre.
Jugó a nivel universitario como quarterback en Florida, donde fue campeón nacional en 2006 y 2008. En 2007 fue galardonado con el Trofeo Heisman, convirtiéndose en el primer sophomore en recibir dicho premio. Dio el salto a la NFL en 2010, año en el que fue elegido en la primera ronda del Draft por los Denver Broncos.
En 2015 participó en el programa Lip Sync Battle contra la actriz Nina Dobrev siendo el ganador en este programa.

## Biografía
Su vida personal está marcada por la religión de sus padres, misioneros de la confesión cristiana bautista. Antes de su periplo universitario fue educado en casa por su madre en Ponte Vedra Beach, Florida, y pudo jugar a fútbol americano en un instituto público gracias a un permiso especial del estado de Florida.

## Carrera como jugador de fútbol americano

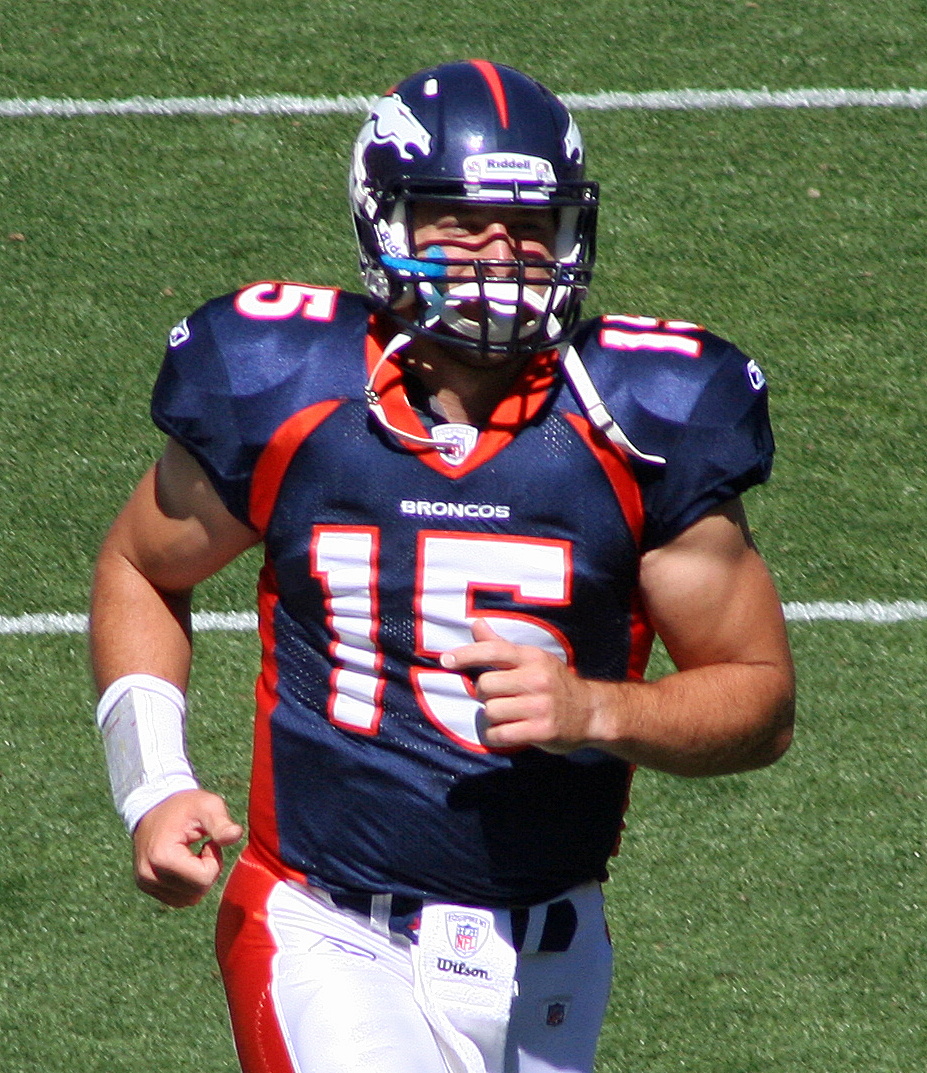
Tim en un partido de fútbol

### Universidad
En su segundo año universitario, durante la temporada 2007, se convirtió en el quarterback titular de los Gators, donde rompió las marcas de la Conferencia del Sureste (SEC), tanto en touchdowns de carrera como en touchdowns totales en una sola temporada. Además, ganó el Trofeo Heisman, y su rendimiento le llevó a ganar en ese mismo año los premios Maxwell, Davey O'Brien y James E. Sullivan, como el deportista joven más destacado de Estados Unidos, nombrado por los aficionados.

### NFL

#### Denver Broncos
En el draft de 2010 fue seleccionado por los Denver Broncos, jugando con el número 15, el mismo número que llevaba en la universidad. En sus primeros días como jugador profesional estableció récords de venta de camisetas. En poco tiempo se convirtió en un fenómeno mediático y comercial, gracias en gran parte a su conocida confesión religiosa, su virginidad y su afán de superación y entrega deportiva. Durante la temporada 2011-2012 alcanzó la titularidad en los Broncos gracias al pobre desempeño de Kyle Orton y los malos resultados del equipo, consiguiendo remontar el vuelo y clasificando al equipo para la postemporada.

#### Jacksonville Jaguars
El 20 de mayo de 2021 se hizo oficial su fichaje por los Jacksonville Jaguars para jugar como tight end. El 17 de agosto de 2021 fue liberado por el equipo, al no haber hecho el corte de 85 jugadores de la lista final que jugará durante la temporada regular.

## Carrera como jugador de béisbol

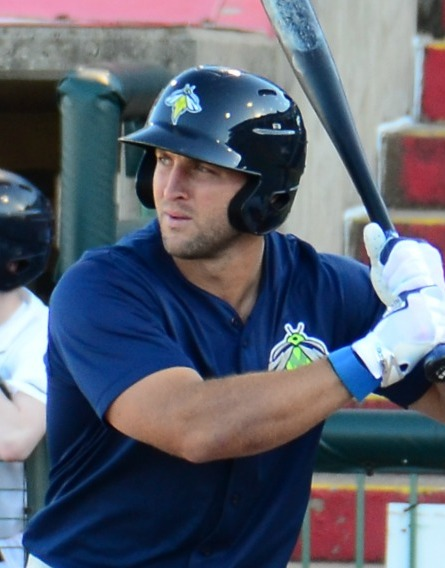
Tim Tebow de los New York Mets

En el año 2016 se interesó en el béisbol, tanto fue así que realizó un showcase para que los equipos/scouts de Grandes Ligas le vieran sus habilidades. El showcase se realizó en la mañana del 30 de agosto de 2016, donde mostró ejercicios de bateo, sprints y defensivas. En la práctica de bateo emocionó a casi todos los scouts por su excelente forma, porque estaba pegando homeruns largos (el más largo fue de 430'), en la práctica de correr, le pusieron las 60 yardas en dónde las corrió en 6.6sgs.
Posteriormente dio inicio a su carrera en el béisbol profesional donde fue contratado por los New York Mets, los cuales llegaron a un acuerdo de Ligas Menores, un contrato que incluía un bono de 100,000 dólares.